# Julio Morales
Julio César Araújo Morales (født 16. februar 1945 i Montevideo, Uruguay, død 14. februar 2022) var en uruguayansk fodboldspiller (angriber).
Morales spillede gennem sin karriere 25 kampe og scorede 11 mål for Uruguays landshold. Han var en del af landets trup til VM 1970 i Mexico og spillede tre af uruguayanernes seks kampe i turneringen.
På klubplan spillede Morales for henholdsvis Nacional og Racing Montevideo i hjemlandet samt for Austria Wien i Østrig. Med Nacional var han med til at vinde hele seks uruguayanske mesterskaber, mens han to gange vandt den østrigske Bundesliga med Austria.